# Вилковщина
Ви́лковщина (бел. Ві́лькаўшчына, Ві́лкаўшчына) — исчезнувшая деревня, в 1959 году вошедшая в состав Минска.

## История
Деревня (по другим данным — посёлок) Вилковщина была основана в начале XX века. Возможно, её основание связано с постройкой кирпичного завода. В 1924 году деревня вошла в Новодворский сельсовет Самохваловичского района, в 1931 году находилась в административном подчинении Минского горсовета, в 1934 году передана в Минский район. В конце 1940-х деревня насчитывала всего несколько дворов, однако в последующие годы количество домов увеличилось до двадцати. В 1959 году деревня включена в состав Заводского района Минска. После этого одна из двух улиц деревни получила название Вилковщина, вторая же была названа в честь белорусского героя-партизана Марата Казея.
В 1970—1980-е годы Вилковщина оказалась зажата между линией Минск—Осиповичи Белорусской железной дороги, заводом «Керамин» и новой промышленной зоной улицы Стебенёва. Территория деревни даже не имела сообщения с другими городскими улицами. После строительства нового цеха завода «Керамин» в начале 2000-х бывшая деревня оказалась в его санитарно-защитной зоне, проживание там в экологическом плане стало небезопасно, и деревня была снесена, а её жители получили городские квартиры. Последний дом по улице Вилковщина, 7, остававшийся единственным жилым домом в бывшей деревне, хозяин которого отказывался переселяться в городскую квартиру, был снесён в 2007 году.